# 圖帕利齊
50°35′24″N 27°52′35″E / 50.59000°N 27.87639°E
圖帕利齊（烏克蘭語：Тупальці），是烏克蘭北部的村莊，隸屬日托米爾州的茲維亞赫爾區。該村始建於1650年，面積2.02平方公里，海拔高度213米，2001年人口608，人口密度每平方公里301.74人。